# 4501 Eurypylos
4501 Eurypylos је Јупитеров тројански астероид са средњом удаљеношћу од Сунца која износи 5,187 астрономских јединица (АЈ).
Апсолутна магнитуда астероида је 10,3.